# Canónigos Regulares de Letrán
La Congregación del Santísimo Salvador Lateranense (en latín: Congregatio Sanctissimi Salvatoris Lateranensis) es una Orden religiosa católica de canónigos regulares de derecho pontificio, fundada hacia el siglo XII en la Basílica de Letrán, Roma. Forman parte de la Confederación de Canónigos Regulares de San Agustín. A los religiosos de este instituto se les conoce como Canónigos Regulares de la Congregación del Santísimo Salvador Lateranense, o también como Canónigos Regulares de Letrán, o simplemente como Canónigos lateranenses. Sus miembros posponen a sus nombres las siglas C.R.L.

## Historia

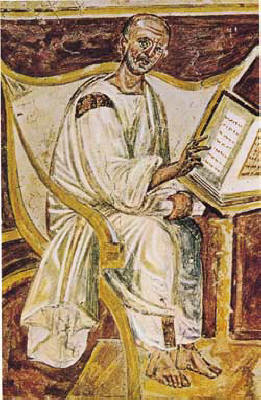
Los Canónigos Regulares de Letrán tienen como regla de vida la Regla de San Agustín. En la imagen: Agustín escribe su regla, fresco del en la antigua basílica de Letrán, Roma.

Las primeras noticias de una comunidad de canónigos en la basílica de Letrán datan del siglo IX. Hacia el siglo XII se sabe que dicha comunidad seguía la Regla de San Agustín y que estaba hacía parte de la Congregación de San Fernando de Lucca. Los canónigos de Letrán se independizan de esta en 1153 por mandato del papa Anastasio IV.
A causa del Cisma de Occidente las órdenes canonicales tuvieron un periodo de decadencia, debido a la relajación de las costumbres. Con la reforma de Leone Gherardini e Taddeo da Bagnasco, canónigos de la Abadía de San Pedro de Pavía, el papa Martín V decidió crear una Congregación que uniera bajo esa estricta regla de vida a varias comunidades de canónigos, la Congregación de Santa María de Figionaia. A ellos se sumaron los canónigos de la basílica de Letrán, influyendo en que, mediante bula del 10 de enero de 1445, la congregación cambiara el nombre por el de Congregación del Santísimo Salvador Lateranense.
Con el tiempo muchas de las ya existentes congregaciones de canónigos de prestigio se fueron uniendo a la congregación de Letrán, entre ellos, los Canónigos de Santa María de la Cruz de Montara (1449), los de Santa María de Piedigrotta (1453), los de San Andrés de Vercelli (1472), los de San Fedriano de Lucca (1517), entre otros. Muchos monasterios de los cuales se perdieron en el siglo XVIII con la invasión napoleónica, sobreviviendo únicamente el de Santa María de Pedigrotta en Nápoles.
Vincenzo Garofali restauró la congregación, uniendo el monasterio de Nápoles con la Congregación de Santa Maria in Reno en 1823, pero con la proclamación del Reino de Italia, fueron suprimidos todos los monasterios italianos. Esto sirvió para que la Congregación se extendiera por medio de los canónigos expulsados que buscaron refugio en Francia y abrieron un monasterio en Beauchêne. Expulsados igualmente de Francia en 1880, abrieron dos monasterios, uno en España y otro en Inglaterra, dando inicio a una nueva etapa de la Congregación, la de la expansión. En este periodo se pueden rescatar tres hechos fundamentales para la congregación: la fundación de comunidades canonicales en Bélgica, Argentina y Uruguay, el regreso a Italia a finales de siglo y la unión de la Prepositura Polaca del Corpus Christi (1892).
En 1959, el papa Juan XXIII estableció la Confederación de Canónigos Regulares de San Agustín, conformada por varias congregaciones canonicales que tenían en común la Regla de San Agustín, con el fin de unir esfuerzos en su trabajo pastoral, pero manteniendo cada una su propia independencia. La de Letrán entró a hacer parte de dicha confederación como una de las congregaciones fundadoras.

## Organización y actividades

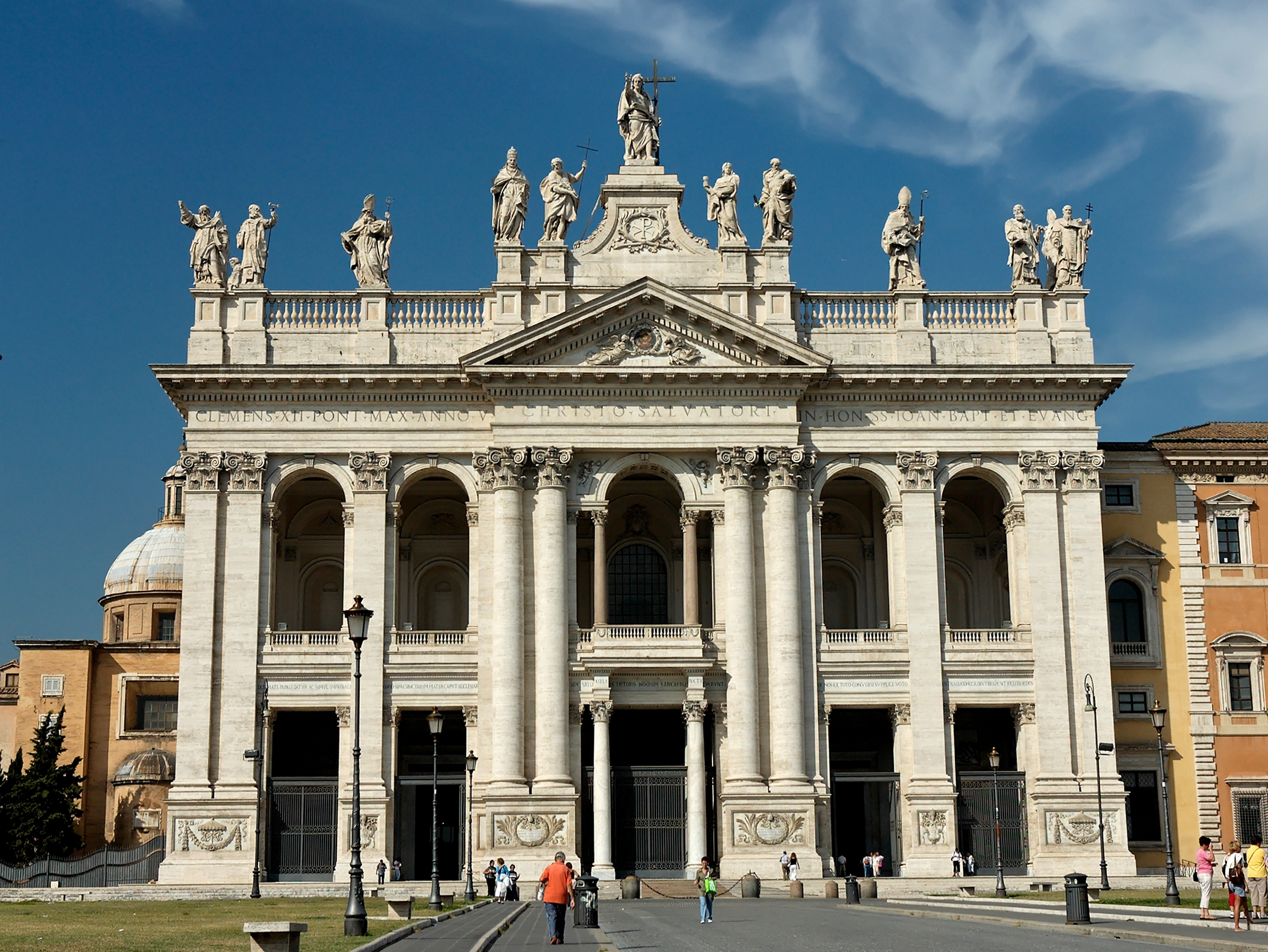
Fachada principal de la Basílica de San Juan de Letrán, sede donde nació la Congregación Lateranense.

La congregación es de régimen centralizado, la figura que ejerce el gobierno de toda la orden es el abad general, que reside en el monasterio de San Pietro in Vincoli en Roma. El actual abad general es el religioso italiano Giuseppe Cipollini. Para una mejor administración, el instituto está dividido en seis provincias, cada una formada por un conjunto de monasterios, llamados canónicas.
Los canónigos lateranenses se dedican al culto litúrgico solemne, al ministerio pastoral en parroquias y escuelas.
En 2015, la congregación contaba con unos 227 canónigos, de los cuales 206 son sacerdotes, y 68 canónicas, presentes en Argentina, Bélgica, Brasil, España, Francia, Italia, Polonia, Puerto Rico, Reino Unido, República Centroafricana y República Dominicana.